# Puig Cabrit
El Puig Cabrit és una muntanya de 398 metres que es troba al municipi de Roses, a la comarca catalana de l'Alt Empordà.